# Свалячът Хал
„Свалячът Хал“ (на английски: Shallow Hal) е американска комедия от 2001 година, режисиран от братята Фарели. Във филма участват Гуинет Полтроу, Джак Блек, Джейсън Александър, Джо Витерели и Сюзън Уорд. Филмът е пуснат по кината от 20th Century Fox на 9 ноември 2001 г. и печели $141 милиона срещу бюджет от $40 милиона.